# Grand Prix Formule 1 van Hongarije 2014
De Grand Prix Formule 1 van Hongarije 2014 werd verreden op 27 juli op de Hungaroring in Mogyoród nabij Boedapest. Het was de elfde race van het kampioenschap.

## Wedstrijdverslag

### Achtergrond

#### DRS-systeem
Voor het DRS-systeem wordt, net zoals in 2013, één detectiepunt gebruikt voor twee DRS-zones. Dit detectiepunt ligt voor bocht 14, waarna het systeem gebruikt mag worden op het rechte stuk van start/finish en op het rechte stuk tussen de bochten 1 en 2. Als een coureur bij dit detectiepunt binnen een seconde achter een andere coureur rijdt, mag hij zijn achtervleugel open zetten.

### Kwalificatie
Nico Rosberg kwalificeerde zich voor Mercedes op de pole position, nadat de auto van teamgenoot Lewis Hamilton in zijn eerste ronde in Q1 al vlam vatte. Sebastian Vettel kwalificeerde zich voor Red Bull als tweede, terwijl Valtteri Bottas voor Williams als derde start. De vierde plaats ging naar de andere Red Bull-coureur Daniel Ricciardo. Fernando Alonso start voor Ferrari als vijfde, terwijl teamgenoot Kimi Räikkönen niet door Q1 kwam. De tweede Williams van Felipe Massa kwalificeerde zich als zesde, voor de McLaren van Jenson Button. De andere coureurs met een tijd in Q3 waren Jean-Éric Vergne voor Toro Rosso en Nico Hülkenberg voor Force India. Kevin Magnussen, die voor McLaren ook door mocht naar Q3, ging onder natte omstandigheden in de eerste bocht van de baan en belandde in de bandenstapels, waardoor hij geen tijd neerzette en de race als tiende begint.
Omdat Magnussen een harde impact had bij zijn crash, moest er een nieuw chassis van zijn auto worden opgebouwd. Tevens is zijn versnellingsbak vervangen. Door deze veranderingen zal hij de race vanuit de pitstraat aanvangen. Ook moesten er bij de auto van Hamilton verschillende componenten moeten worden vervangen, waardoor ook hij vanuit de pitstraat zal starten.

### Race
De race startte onder natte omstandigheden en na een spectaculaire race waarin de safetycar tweemaal naar buiten moest komen vanwege crashes van Marcus Ericsson en Sergio Pérez, won Daniel Ricciardo door in de laatste vijf ronden Fernando Alonso en Lewis Hamilton in te halen Nico Rosberg reed na zijn laatste bandenwissel ook een inhaalrace en kwam in de laatste ronden dichtbij aan Hamilton, maar kwam een halve seconde tekort op het podium. Felipe Massa en Kimi Räikkönen waren ook lang met elkaar in gevecht voor de vijfde plaats, een gevecht dat Massa won. Sebastian Vettel, die in ronde 33 zijn auto maar net uit de muur wist te houden na een spin bij het opkomen van het rechte stuk van start/finish, was in gevecht met Valtteri Bottas, waarbij Vettel als zevende eindigde en Bottas als achtste. De laatste punten gingen naar Jean-Éric Vergne, die eerder in de race enkele ronden op de tweede positie reed, en Jenson Button, die zelfs tijdelijk aan de leiding van de race reed. Door een verkeerde bandenkeuze van het team eindigde Button echter slechts als tiende.

## Vrije trainingen
- Er wordt enkel de top 5 weergegeven.

| Vrije training 1 | Pos. | Nr  | Coureur          | Constructeur      | Tijd     |
| ---------------- | ---- | --- | ---------------- | ----------------- | -------- |
| Vrije training 1 | 1    | 44  | Lewis Hamilton   | Mercedes          | 1:25.814 |
| Vrije training 1 | 2    | 6   | Nico Rosberg     | Mercedes          | 1:25.997 |
| Vrije training 1 | 3    | 7   | Kimi Räikkönen   | Ferrari           | 1:26.421 |
| Vrije training 1 | 4    | 14  | Fernando Alonso  | Ferrari           | 1:26.872 |
| Vrije training 1 | 5    | 1   | Sebastian Vettel | Red Bull-Renault  | 1:27.220 |
| Vrije training 2 | Pos. | Nr. | Coureur          | Constructeur      | Tijd     |
| Vrije training 2 | 1    | 44  | Lewis Hamilton   | Mercedes          | 1:24.482 |
| Vrije training 2 | 2    | 6   | Nico Rosberg     | Mercedes          | 1:24.720 |
| Vrije training 2 | 3    | 1   | Sebastian Vettel | Red Bull-Renault  | 1:25.111 |
| Vrije training 2 | 4    | 14  | Fernando Alonso  | Ferrari           | 1:25.437 |
| Vrije training 2 | 5    | 20  | Kevin Magnussen  | McLaren-Mercedes  | 1:25.580 |
| Vrije training 3 | Pos. | Nr. | Coureur          | Constructeur      | Tijd     |
| Vrije training 3 | 1    | 44  | Lewis Hamilton   | Mercedes          | 1:24.048 |
| Vrije training 3 | 2    | 6   | Nico Rosberg     | Mercedes          | 1:24.095 |
| Vrije training 3 | 3    | 1   | Sebastian Vettel | Red Bull-Renault  | 1:24.455 |
| Vrije training 3 | 4    | 3   | Daniel Ricciardo | Red Bull-Renault  | 1:24.678 |
| Vrije training 3 | 5    | 77  | Valtteri Bottas  | Williams-Mercedes | 1:24.685 |

Testcoureurs:
geen

## Kwalificatie
| Pos.                | Nr. | Coureur           | Constructeur         | Q1        | Q2       | Q3        | Grid |
| ------------------- | --- | ----------------- | -------------------- | --------- | -------- | --------- | ---- |
| 1                   | 6   | Nico Rosberg      | Mercedes             | 1:25.227  | 1:23.310 | 1:22.715  | 1    |
| 2                   | 1   | Sebastian Vettel  | Red Bull-Renault     | 1:25.662  | 1:23.606 | 1:23.201  | 2    |
| 3                   | 77  | Valtteri Bottas   | Williams-Mercedes    | 1:25.690  | 1:23.776 | 1:23.354  | 3    |
| 4                   | 3   | Daniel Ricciardo  | Red Bull-Renault     | 1:25.495  | 1:23.676 | 1:23.391  | 4    |
| 5                   | 14  | Fernando Alonso   | Ferrari              | 1:26.087  | 1:24.249 | 1:23.909  | 5    |
| 6                   | 19  | Felipe Massa      | Williams-Mercedes    | 1:26.592  | 1:24.030 | 1:24.223  | 6    |
| 7                   | 22  | Jenson Button     | McLaren-Mercedes     | 1:26.612  | 1:24.502 | 1:24.294  | 7    |
| 8                   | 25  | Jean-Éric Vergne  | Toro Rosso-Renault   | 1:24.941  | 1:24.637 | 1:24.720  | 8    |
| 9                   | 27  | Nico Hülkenberg   | Force India-Mercedes | 1:26.149  | 1:24.647 | 1:24.775  | 9    |
| 10                  | 20  | Kevin Magnussen   | McLaren-Mercedes     | 1:26.578  | 1:24.585 | Geen tijd | Pit  |
| 11                  | 26  | Daniil Kvjat      | Toro Rosso-Renault   | 1:25.361  | 1:24.706 |           | 10   |
| 12                  | 99  | Adrian Sutil      | Sauber-Ferrari       | 1:26.027  | 1:25.136 |           | 11   |
| 13                  | 11  | Sergio Pérez      | Force India-Mercedes | 1:25.910  | 1:25.211 |           | 12   |
| 14                  | 21  | Esteban Gutiérrez | Sauber-Ferrari       | 1:25.709  | 1:25.260 |           | 13   |
| 15                  | 8   | Romain Grosjean   | Lotus-Renault        | 1:26.136  | 1:25.337 |           | 14   |
| 16                  | 17  | Jules Bianchi     | Marussia-Ferrari     | 1:26.728  | 1:27.419 |           | 15   |
| 17                  | 7   | Kimi Räikkönen    | Ferrari              | 1:26.792  |          |           | 16   |
| 18                  | 10  | Kamui Kobayashi   | Caterham-Renault     | 1:27.139  |          |           | 17   |
| 19                  | 4   | Max Chilton       | Marussia-Ferrari     | 1:27.819  |          |           | 18   |
| 20                  | 9   | Marcus Ericsson   | Caterham-Renault     | 1:28.643  |          |           | 19   |
| 107% tijd: 1:30.886 |     |                   |                      |           |          |           |      |
| 21                  | 44  | Lewis Hamilton    | Mercedes             | Geen tijd |          |           | Pit  |
| 22                  | 13  | Pastor Maldonado  | Lotus-Renault        | Geen tijd |          |           | 20   |

## Wedstrijd
| Pos. | Nr. | Coureur           | Constructeur         | Rondes | Tijd / Oorzaak uitval | Grid | Punten |
| ---- | --- | ----------------- | -------------------- | ------ | --------------------- | ---- | ------ |
| 1    | 3   | Daniel Ricciardo  | Red Bull-Renault     | 70     | 1:53:05.058           | 4    | 25     |
| 2    | 14  | Fernando Alonso   | Ferrari              | 70     | +5.225                | 5    | 18     |
| 3    | 44  | Lewis Hamilton    | Mercedes             | 70     | +5.857                | Pit  | 15     |
| 4    | 6   | Nico Rosberg      | Mercedes             | 70     | +6.361                | 1    | 12     |
| 5    | 19  | Felipe Massa      | Williams-Mercedes    | 70     | +29.841               | 6    | 10     |
| 6    | 7   | Kimi Räikkönen    | Ferrari              | 70     | +31.491               | 16   | 8      |
| 7    | 1   | Sebastian Vettel  | Red Bull-Renault     | 70     | +40.964               | 2    | 6      |
| 8    | 77  | Valtteri Bottas   | Williams-Mercedes    | 70     | +41.344               | 3    | 4      |
| 9    | 25  | Jean-Éric Vergne  | Toro Rosso-Renault   | 70     | +58.527               | 8    | 2      |
| 10   | 22  | Jenson Button     | McLaren-Mercedes     | 70     | +1:07.280             | 7    | 1      |
| 11   | 99  | Adrian Sutil      | Sauber-Ferrari       | 70     | +1:08.169             | 11   |        |
| 12   | 20  | Kevin Magnussen   | McLaren-Mercedes     | 70     | +1:18.465             | Pit  |        |
| 13   | 13  | Pastor Maldonado  | Lotus-Renault        | 70     | +1:24.024             | 20   |        |
| 14   | 26  | Daniil Kvjat      | Toro Rosso-Renault   | 69     | +1 ronde              | 10   |        |
| 15   | 17  | Jules Bianchi     | Marussia-Ferrari     | 69     | +1 ronde              | 15   |        |
| 16   | 4   | Max Chilton       | Marussia-Ferrari     | 69     | +1 ronde              | 18   |        |
| DNF  | 21  | Esteban Gutiérrez | Sauber-Ferrari       | 33     | MGU-K                 | 13   |        |
| DNF  | 10  | Kamui Kobayashi   | Caterham-Renault     | 24     | Aandrijving           | 17   |        |
| DNF  | 11  | Sergio Pérez      | Force India-Mercedes | 22     | Ongeluk               | 12   |        |
| DNF  | 27  | Nico Hülkenberg   | Force India-Mercedes | 14     | Ongeluk               | 9    |        |
| DNF  | 8   | Romain Grosjean   | Lotus-Renault        | 10     | Ongeluk               | 14   |        |
| DNF  | 9   | Marcus Ericsson   | Caterham-Renault     | 7      | Ongeluk               | 19   |        |

## Standen na de Grand Prix

### Coureurs
| Pos. | Nr. | Coureur          | Constructeur      | Punten |
| ---- | --- | ---------------- | ----------------- | ------ |
| 1    | 6   | Nico Rosberg     | Mercedes          | 202    |
| 2    | 44  | Lewis Hamilton   | Mercedes          | 191    |
| 3    | 3   | Daniel Ricciardo | Red Bull-Renault  | 131    |
| 4    | 14  | Fernando Alonso  | Ferrari           | 115    |
| 5    | 77  | Valtteri Bottas  | Williams-Mercedes | 95     |

### Constructeurs
| Pos. | Nr.   | Constructeur         | Coureur                           | Punten |
| ---- | ----- | -------------------- | --------------------------------- | ------ |
| 1    | 6 44  | Mercedes             | Nico Rosberg Lewis Hamilton       | 393    |
| 2    | 1 3   | Red Bull-Renault     | Sebastian Vettel Daniel Ricciardo | 219    |
| 3    | 7 14  | Ferrari              | Kimi Räikkönen Fernando Alonso    | 142    |
| 4    | 19 77 | Williams-Mercedes    | Felipe Massa Valtteri Bottas      | 135    |
| 5    | 11 27 | Force India-Mercedes | Sergio Pérez Nico Hülkenberg      | 98     |